# Static-X
Static-X este o formație industrial metal americană din Los Angeles, California, formată în anul 1994. Din ultima componență a trupei au făcut parte Wayne Static (voce și chitară solo), Ashes (chitară), Andy Cole (bas) și Sean Davidson (baterie). Wayne Static a fost unicul membru constant al trupei, făcând parte din ea încă de la fondare. Ei au semnat un contract cu Warner Bros. Records și au lansat șase albume, ultimul fiind ”Cult of Static”, lansat în data de 17 martie 2009. Formația a căpătat faima odată cu lansarea albumului lor de debut ”Wisconsin Death Trip”, care a primit discul de platină în 2001. Muzica lor include elemente de nu metal, industrial metal și groove metal. Static-X adesea se referă la ei înșiși cu sintagma "Evil Disco". Static-X a lansat 6 albume de studio, un album compilație, un EP, 12 single-uri, 12 clipuri video și o carte de tabulaturi la chitară intitulată Static-X Guitar Anthology. Ei au înregistrat și un DVD cu titlul ”Where the Hell Are We and What Day Is It... This Is Static-X”, dar nu a fost niciodată lansat din cauza amenințărilor cu judecată din partea lui Sharon Osbourne pentru piesele înregistrate la Ozzfest.

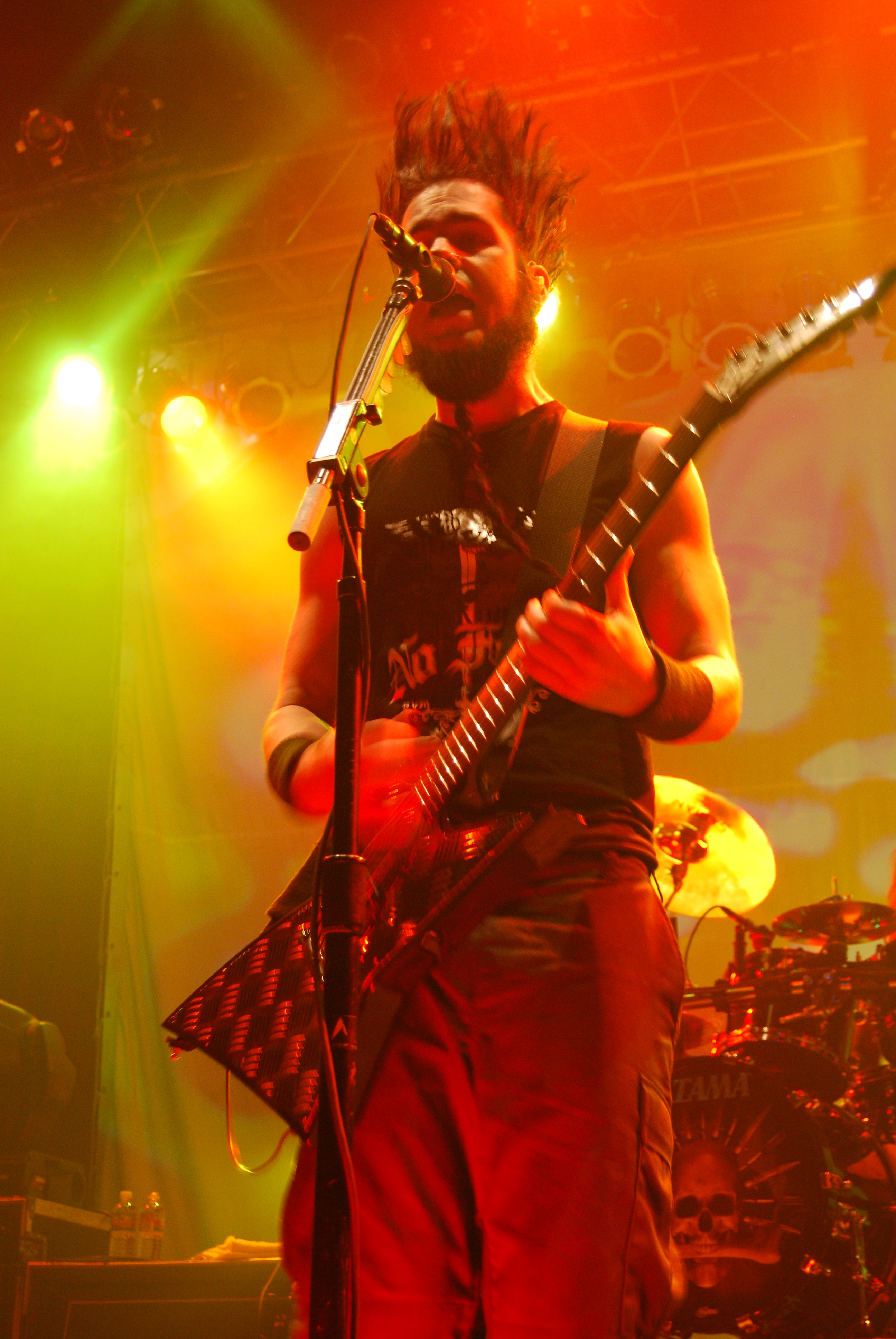
Wayne Static

## Membrii trupei
Componența finală
- Wayne Static – vocal, chitară, clape, programare muzicală (1994–2010, 2012–2013)
- Ashes – chitară solo (2012–2013)
- Andy Cole – chitară bas (2012–2013)
- Sean Davidson – baterie, percuție (2012–2013)

Foști membri
- Koichi Fukuda – chitară solo (1994–2000, 2005–2010)
- Ken Jay – baterie, percuție (1994–2002)
- Tony Campos – bas, back vocal (1994–2010)
- Tripp Eisen – chitară solo (2001–2005)
- Nick Oshiro – baterie, percuție (2003–2009)

Membri de sesiune
- Josh Freese – baterie, percuție (2003)

Membri live
- Marty O'Brien – bas (2001)
- Bevan Davies – baterie, percuție (2007)
- Will Hunt – baterie, percuție (2007, 2009)
- Brent Ashley – chitară bas (2012)
- Frankie Sil – chitară bas (2012)

Timeline

## Discografie

### Static-X
Albume
- Wisconsin Death Trip (1999)
- Machine (2001)
- Shadow Zone (2003)
- Start a War (2005)
- Cannibal (2007)
- Cult of Static (2009)
- Project: Regeneration Vol. 1 (2020)

Compilații
- Beneath... Between... Beyond... (2004)

### Wayne Static
Albume
- Pighammer (2011)